# 하나야마역
하나야마역(일본어: 花山駅, はなやまえき)은 일본 효고현 고베시 기타구에 있는 고베 전철 아리마 선의 역이다. 역 번호는 KB11이다. 해발 281m이다.

## 역사
- 1965년 12월 1일: 아리마 선의 다니가미 ~ 오이케 사이에 신설 개업.

## 역 구조
상대식 승강장 2면 2선의 지평역이다. 역사는 하행 승강장 측 신카이치 쪽에 있고, 상행 승강장은 구내 건널목에서 연결된다.
연선 광 네트워크에 접속된 역무 원격 시스템이 도입되었으며, 센터 역에서 자동 매표기, 자동 개찰기, 자동 정산기, 비디오 카메라, 인터폰, 셔터가 원격 조작된다. 이로 인하여, 역무원의 순회 역으로, 구내 매점도 설치되지 않았다. 예전에는 역 근처의 초밥집에서 할인 승차권 등의 위탁 판매가 이루어졌지만, 2009년 11월부터 이루어지지 않고 있다.

### 승강장
| 역사측 | ■ 아리마 선(상행) | 다니가미・스즈란다이・미나토가와・신카이치 방면 |
| 반대측 | ■ 아리마 선(하행) | 아리마구치・아리마온센・요코야마・산다 방면     |

## 역 주변
역 주변에는 상점과 로터리가 있다.
- 효고 지방 도로 15호 고베미타 선
- 고베 하나야마히가시 우체국
- 마나보시 병원

## 인접역
| 고베 전철 아리마 선         | 고베 전철 아리마 선 | 고베 전철 아리마 선               |
| --------------------------- | ------------------- | --------------------------------- |
| KB10 다니가미 신카이치 방면 | ■ 준급 ■ 보통       | 오이케 KB12 산다・아리마온센 방면 |